# Ojcowie Żywi
Ojcowie Żywi – seria źródeł dotyczących antyku chrześcijańskiego ukazująca się w Krakowie od 1978 roku nakładem Wydawnictwa Znak a następnie Wydawnictwa WAM. Jej redaktorem jest ksiądz prof. Marek Starowieyski.

## Tomy wydane w ramach serii
- "Karmię was tym, czym sam żyję". [1], Ojcowie Kościoła komentują ewangelie niedzielne roku A, oprac. Marek Starowieyski, przedm. Gabriel Marie Garrone; posł. Waldemar Wojdecki, Kraków: "Znak" 1978 (wyd. 2. gruntownie przerobione i powiększone - Kraków: Wydawnictwo WAM - Księża Jezuici 2013).
- "Karmię was tym, czym sam żyję". [2], Ojcowie Kościoła komentują ewangelie niedzielne roku B, oprac. Marek Starowieyski, 	Warszawa: "Znak" 1979.
- "Karmię was tym, czym sam żyję". [3], Ojcowie Kościoła komentują ewangelie niedzielne roku C, oprac. Marek Starowieyski, Warszawa: "Znak" 1980.
- "Karmię Was tym, czym sam żyję". [4], Ojcowie Kościoła prowadzą przez święta roku kościelnego, wybór i oprac. Marek Starowieyski, koment. Jan Miazek, Kraków: "Znak" 1982.
- Księga Starców, przekł. z grec. Małgorzata Borkowska, wstęp i oprac. Marek Starowieyski, Kraków: "Znak" 1983.
- Muza chrześcijańska. T. 1: Poezja armeńska, syryjska i etiopska, red. i oprac. M. Starowieyski, Kraków: "Znak" 1985.
- Eucharystia pierwszych chrześcijan : Ojcowie Kościoła nauczają o Eucharystii, wybór i oprac. Marek Starowieyski, wstęp M. Starowieyski, Jan Miazek, Andrzej Luft, Kraków: "Znak" 1987.
- Pierwsi świadkowie : wybór najstarszych pism chrześcijańskich, przekł. Anna Świderkówna, oprac. Marek Starowieyski, Kraków: "Znak" 1988.
- Męczennicy, wstępy, oprac. i wybór tekstów Ewa Wipszycka, Marek Starowieyski, Kraków: "Znak" 1991.
- Muza chrześcijańska T. 2: Poezja łacińska starożytna i średniowieczna, wstęp, red. i oprac. Marek Starowieyski, Kraków: Społeczny Instytut Wydawniczy Znak 1992.
- Dwunastu : Pseudo Abdiasza Historie apostolskie, wstępy Marek Starowieyski, Stanisław Wronka, oprac. Marek Starowieyski, przekł. Edward Nowak, Marek Starowieyski, Kraków: Wydaw. WAM 1995.
- Poezja grecka od II do XV wieku, wstęp i oprac. Marek Starowieyski, Kraków: "Znak" 1995.
- Do Ziemi Świętej : najstarsze opisy pielgrzymek do Ziemi Świętej (IV-VIII w.), wybór, wstęp, wprowadzenie i oprac. Piotr Iwaszkiewicz, przedm. Marek Starowieyski, Kraków: Wydaw. WAM 1996 (wyd. 2 - 2010).
- Nerses Šnorhali, Jezus, Syn jedyny Ojca i inne poematy, wstęp i oprac. Marek Starowieyski, Kraków: Wydaw. WAM 1998.
- Tertulian, oprac. i wybór tekstów Waldemar Turek, Kraków: Wydaw. WAM 1999.
- Abraham - tajemnica ojcostwa : tradycja Izraela i Kościoła wyjaśnia Rdz 22, 1-14, zebrał i oprac. Krzysztof Bardski, Kraków: Wydaw. WAM 1999.
- Św. Cezary z Arles, oprac. i wybór tekstów Antoni Żurek, Kraków: Wydaw. WAM 2002.
- Muza chrześcijańska : poezja grecka od II do XV wieku, wstęp, wybór, red. Marek Starowieyski, Kraków: Wydawnictwo WAM - Księża Jezuici 2014.